# Badwater Creek (Wind River)
Der Badwater Creek ist ein etwa 113 km langer, rechter Nebenfluss des Wind River im Zentrum des US-Bundesstaates Wyoming.

## Verlauf
Der Badwater Creek entspringt im östlichen Teil der Bridger Mountains im nordwestlichen Natrona County auf einer Höhe von etwa 2680 m, etwa 60 km südwestlich von Kaycee und 70 km ostnordöstlich von Shoshoni. Von dort fließt er zunächst in südwestliche Richtung, verlässt die Bergkette und erreicht das Fremont County. Der Fluss passiert die Gemeinden Lost Cabin und Lysite, erhält mit Alkali Creek von links und Bridger Creek von rechts seine längsten Nebenflüsse und fließt südlich der Bridger Mountains durch das Wind River Basin in westliche Richtung. Oberhalb seiner Mündung unterquert der Badwater Creek die hier gebündelt verlaufenden Highways US-20 und WYO-789 und mündet nördlich von Shoshoni auf einer Höhe von 1441 m in den hier zum Boysen Reservoir aufgestauten Wind River. Die Bahnstrecke der Bighorn Divide & Wyoming Railroad im Verlauf von Casper bis Thermopolis folgt dem Flusstal des Badwater Creek von Lysite bis zur Mündung.

## Hydrologie
Der Badwater Creek ist als Nebenfluss des Wind River Teil des Einzugsgebietes des Bighorn River, der über Yellowstone River, Missouri und Mississippi in den Golf von Mexiko entwässert. Das Einzugsgebiet des Badwater Creek umfasst ein Areal von etwa 2200 km² und grenzt an die Einzugsgebiete von Kirby Creek und Nowood River im Norden, Middle Fork Powder River im Nordosten, South Fork Powder River im Osten sowie Poison Creek im Süden. Der mittlere Abfluss am Pegel oberhalb der Mündung in Bonneville beträgt 0,65 m³/s, die größten Abflüsse finden sich in den Monaten Mai und Juni. Im unteren Flussverlauf weist der Badwater Creek aufgrund seiner Lage im semiariden Wind River Basin eine periodische Wasserführung auf.

## Belege
1. 1 2 3 4 5 6  Badwater Creek. In: Geographic Names Information System. United States Geological Survey, United States Department of the Interior (englisch).
2. ↑  USGS 06257000 BADWATER CREEK AT BONNEVILLE, WY. Abgerufen am 13. November 2024.